# Bart Veldkamp
Bart Veldkamp (Den Haag, 22 november 1967) is een voormalig langebaanschaatser die tot 1996 voor Nederland reed, en van 1996 tot 2006 voor België uitkwam. Sinds 1997 heeft hij ook de Belgische nationaliteit en deed hij onder een Belgische licentie mee aan (inter)nationale wedstrijden. Na zijn schaatsloopbaan is hij onder meer analist bij de NOS. Van 2007 tot 2009 is hij twee seizoenen lang coach van de Amerikaanse schaatsploeg geweest en tussen 2010 en 2012 was hij coach bij de TVM-schaatsploeg. Sindsdien begeleidt Veldkamp Bart Swings en is hij sinds seizoen 2013/2014 de hoofdcoach van Team Stressless.

## Carrière

### Debuut
In 1985 en 1986 deed Veldkamp mee aan de Elfstedentocht. Veldkamp debuteerde in 1989 bij het Europees kampioenschap schaatsen, nadat hij in 1988 in Canada de eerste wereldkampioen marathonschaatsen was geworden; de Jack Barber Challenge World Championship. In dat olympische seizoen miste Veldkamp nipt een afvaardiging naar Calgary, doordat Herbert Dijkstra hem op het beslissende ogenblik voorbleef. In 1990 werd hij Europees kampioen en derde bij het wereldkampioenschap. Zijn specialiteit waren de langste afstanden (de 5000 en 10.000 meter).
In 1992 won Veldkamp de enige Nederlandse gouden medaille bij de Olympische Winterspelen 1992 op de IJsbaan van Albertville door op de 10 kilometer met een eindtijd van 14.12,12 slechts 2,4 seconden sneller te rijden dan de Noor Johann Olav Koss. Hiervoor werd hij dat jaar benoemd tot Sportman van het Jaar. Bij de Olympische Spelen van 1994 in Hamar (Noorwegen) won Veldkamp het brons op de 10 kilometer.
Veldkamp won drie maal de wereldbeker (World Cup) over 5 en 10 kilometer. Hij deed dat in de seizoenen 1989-1990, 1992-1993, 1998-1999.

### Schaatsbelg
Vanaf 1996 kwam Veldkamp uit voor België om de strenge en afmattende Nederlandse kwalificatiewedstrijden voor de grote toernooien te ontlopen. Door ‘schaatsbelg’ te worden, kon de geboren Hagenaar zich probleemloos voorbereiden op belangrijke toernooien. Zo won Veldkamp in 1997 het eerste Belgische kampioenschap allround, dat verreden werd op de IJsbaan van Den Haag.
Op 4 januari 1997 heeft Bart Veldkamp meegedaan aan de Elfstedentocht. Hij eindigde hierbij op de 29e plaats, met 39 minuten achterstand op winnaar Henk Angenent. Na deze Elfstedentocht antwoordde Veldkamp op de vraag of hij nog een beetje had afgezien: “Dit was vreselijk. Ik heb onderweg wel drie keer de kogel gevraagd.”
Bij de Olympische Spelen van 1998 in Nagano was Veldkamp de eerste schaatsenrijder die op de vijf kilometer sneller reed dan 6:30 minuut, maar hij werd in diezelfde wedstrijd later nog gepasseerd door de Nederlanders Gianni Romme en Rintje Ritsma. Wel won Veldkamp de eerste olympische schaatsmedaille namens België. Twee dagen voordat hij de 10 kilometer zou rijden, kreeg hij griep. Wel probeerde hij de koorts te beperken, maar naar eigen zeggen scheelde dat wel zo'n twaalf seconden.
Ondanks (of dankzij) het feit dat Veldkamp voor België uitkwam bleef hij populair bij de Nederlandse schaatssupporters. In 2001 was Veldkamp dicht bij een allroundtitel en in Baselga reed hij dat jaar een baanrecord – dat nog steeds staat – op de 10 kilometer: 13.38,72. Zijn populariteit heeft hij behalve aan zijn goede prestaties ook te danken aan zijn emotionele en spontane reacties, vooral als hij slecht gepresteerd heeft. Meerdere malen heeft hij na een race aangekondigd te stoppen met schaatsen, maar altijd ging hij verder. In 2003 kondigde hij aan te blijven schaatsen tot en met de Olympische Spelen van 2006 in Turijn. De Spelen in Turijn waren de vijfde in zijn loopbaan. Veldkamp wist zich niet direct te kwalificeren, maar door afzeggen van de Fin Jarmo Valtonen en de Fransman Tristan Loy lukte het alsnog. Hier heeft hij zijn carrière als langebaanschaatser beëindigd met de 10.000 meter (14e plaats).
In 2006 nam Veldkamp deel aan de Net5-programma's Peking Express VIP, dat hij samen met Chimène van Oosterhout won, en Wildebeesten.

### Schaatsanalist

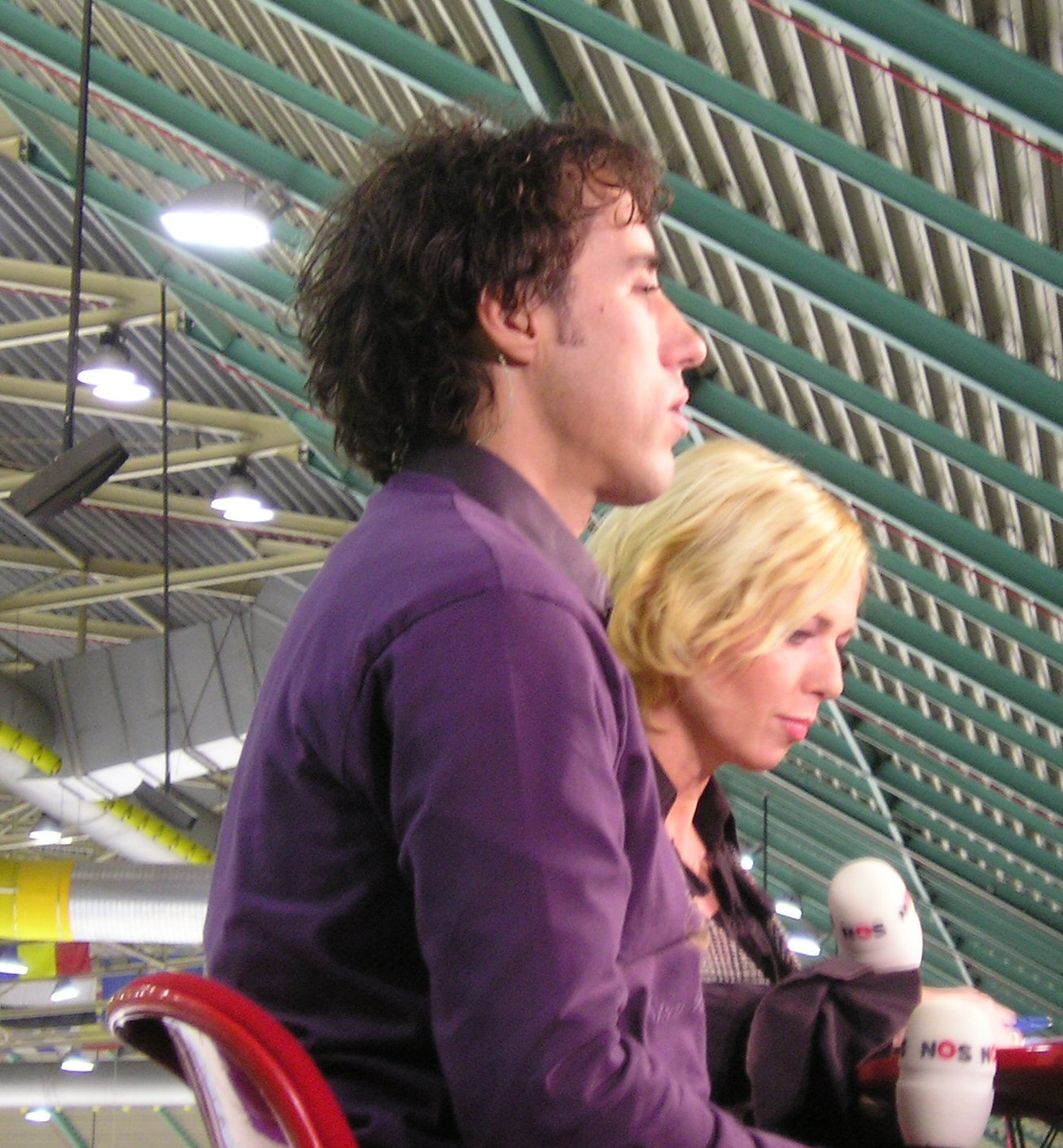
Bart Veldkamp analist bij de NOS (2006)

Al in november 2003 gaf Veldkamp in het boek Schaatsen doe je zo, geschreven door Maarten Westermann, tips over de voorbereidingen, kleding, voeding en techniek in het schaatsen. Voor het seizoen 2006/2007 gaf Veldkamp als analist commentaar bij de NOS bij schaatswedstrijden. Dit pakt hij weer op met ingang van seizoen 2009/2010. Ook is hij in juli 2009 bij het wielerprogramma De Avondetappe regelmatig tafelgast van Mart Smeets geweest.

### Schaatscoach
Vanaf november 2006 trainde hij voor het tv-programma Kluners uit Kenia vier Kenianen: Edwin Kemboi Kiyeng, Jimmy Kipkemboi Kering, Shadrack Kapchedureser en Michael Fayo. Zij hadden nog nooit eerder in hun leven ijs gezien. Vanaf het schaatsseizoen 2007/2008 was Veldkamp de coach van de Amerikaanse schaatsploeg. Ondanks dat hij een aanstelling had tot de Olympische Winterspelen van 2010 in Vancouver, werd hij in april 2009 ontslagen door de Amerikaanse schaatsbond. Van 4 mei 2010 tot april 2012 was hij in dienst als assistent-coach bij TVM.
Vanaf 2012 begeleidt Veldkamp de Belgische langebaanschaatsers, waaronder Bart Swings die met Veldkamps ondersteuning ook Veldkamps laatste nationale record (op de 5000 meter) verbeterde. Op 24 maart 2013 gaf Veldkamp aan voor 1 mei een Belgisch-Nederlandse schaatsploeg te creëren van zes schaatsers, een trainingsstaf en een begeleider met daarin oud-TVM'er Jan Blokhuijsen. Uiteindelijk koos Blokhuijsen voor Team Corendon en coacht Veldkamp nu vijf Belgen en één Fransman onder de naam Team Stressless.

## Records

### Persoonlijke records
| Afstand      | Tijd     | Datum            | Baan           |
| ------------ | -------- | ---------------- | -------------- |
| 500 meter    | 37,55    | 15 januari 2000  | Hamar          |
| 1000 meter   | 1.12,80  | 20 november 2005 | Salt Lake City |
| 1500 meter   | 1.49,00  | 4 maart 2001     | Calgary        |
| 3000 meter   | 3.47,56  | 5 februari 2006  | Turijn         |
| 5000 meter   | 6.23,64  | 2 maart 2001     | Calgary        |
| 10.000 meter | 13.27,48 | 22 februari 2002 | Salt Lake City |

### Wereldrecords
| Nr. | Afstand    | Tijd    | Datum         | Baan    |
| --- | ---------- | ------- | ------------- | ------- |
| 1.  | 3000 meter | 3.48,91 | 21 maart 1998 | Calgary |

## Resultaten
| Jaar | NK Afstanden                           | NK Allround     | EK Allround             | Olympische Spelen              | WK Afstanden                   | WK Allround             |
| ---- | -------------------------------------- | --------------- | ----------------------- | ------------------------------ | ------------------------------ | ----------------------- |
| 1987 | 19e 10.000m                            |                 |                         |                                |                                |                         |
| 1988 | 5000m · 4e 10.000m                     |                 | -                       |                                |                                | -                       |
| 1989 | 24e 500m 11e 1500m 4e 5000m 4e 10000m  | · (11e, , 4e, ) | -                       |                                |                                | 10e · (30e, , 19e, 5e)  |
| 1990 | 23e 500m · 24e 1500m · 5000m · 10.000m | 6e · (18e, , )  | · (15e, , 8e, )         |                                |                                | · (22e, , 6e, )         |
| 1991 | 1500m · 5000m · 10.000m                | · (11e, , )     | · (14e, , 4e, )         |                                |                                | · (23e, , 11e, )        |
| 1992 | 7e 1500m · 5000m · 10.000m             | · (9e, , )      | 5e · (11e, , 6e, 5e)    | 5e 1500m · 5e 5000m · 10.000m  |                                | NC29 (15e, 32e, 32e, -) |
| 1993 | NS2 500m · 8e 1500m · 5000m · 10.000m  | · (12e, , )     | 4e · (14e, , 12e,)      |                                |                                | 4e · (18e, , 9e, )      |
| 1994 | 13e 1500m · 5000m · 4e 10.000m         | · (7e, , 7e, )  | -                       | 5e 5000m · 10.000m             |                                | 8e (14e, 9e, 14e, 5e)   |
| 1995 | DNF 1000m 7e 1500m 6e 5000m            | · (9e, , 6e, )  | -                       |                                |                                | -                       |
| 1996 |                                        |                 | 4e · (15e, , 11e, )     |                                | 4e 5000m · 10000m              | 9e · (24e, , 18e, 4e)   |
| 1997 |                                        |                 | NC18 (24e, 15e, 16e, -) |                                | 4e 5000m 4e 10.000m            | 6e · (26e, , 11e, )     |
| 1998 |                                        |                 | 4e · (16e, , 9e, )      | 17e 1500m · 5000m · 4e 10.000m | 18e 1500m · 5000m · 5e 10.000m | 4e · (27e, , 5e, )      |
| 1999 |                                        |                 | 4e · (14e, , 13e, )     |                                | 5000m · 5e 10.000m             | 5e · (19e, 7e, 18e, )   |
| 2000 |                                        |                 | 5e · (8e, , 10e, 5e)    |                                | 6e 5000m 5e 10000m             | 4e · (19e, , 7e, )      |
| 2001 |                                        |                 | · (22e, , 5e, )         |                                | 18e 5000m 8e 10.000m           | · (20e, , 12e, )        |
| 2002 |                                        |                 | 13e (254, 9e, 21e, 4e)  | 8e 5000m 9e 10.000m            |                                | 9e (21e, 4e, 19e, 4e)   |
| 2003 |                                        |                 | 14e · (25e, , 25e, 6e)  |                                | 18e 5000m 10e 10.000m          | -                       |
| 2004 |                                        |                 | NC22 (26e, 16e, 21e, -) |                                | 18e 5000m                      | -                       |
| 2005 |                                        |                 | 12e (24e, 10e, 20e, 9e) |                                | 9e 5000m 10e 10.000m           | 11e (17e, 8e, 17e, 8e)) |
| 2006 |                                        |                 | NC20 (22e, 15e, 20e, -) | 13e 5000m 14e 10.000m          |                                | -                       |

- = geen deelname
NC# = niet gekwalificeerd voor de laatste afstand, maar wel als # geklasseerd in de eindrangschikking

### Medaillespiegel
| Kampioenschap     | Goud | Zilver | Brons |
| ----------------- | ---- | ------ | ----- |
| NK Afstanden      | 4    | 3      | 4     |
| NK Allround       | 0    | 3      | 3     |
| EK Allround       | 1    | 1      | 1     |
| Olympische Spelen | 1    | 0      | 2     |
| WK Afstanden      | 0    | 2      | 1     |
| WK Allround       | 0    | 0      | 3     |

1924: Julius Skutnabb ·
1928: afgelast ·
1932: Irving Jaffee ·
1936: Ivar Ballangrud ·
1948: Åke Seyffarth ·
1952: Hjalmar Andersen ·
1956: Sigge Ericsson ·
1960: Knut Johannesen ·
1964: Jonny Nilsson ·
1968: Johnny Höglin ·
1972: Ard Schenk ·
1976: Piet Kleine ·
1980: Eric Heiden ·
1984: Igor Malkov ·
1988: Tomas Gustafson ·
1992: Bart Veldkamp ·
1994: Johann Olav Koss ·
1998: Gianni Romme ·
2002: Jochem Uytdehaage ·
2006: Bob de Jong ·
2010: Lee Seung-hoon ·
2014: Jorrit Bergsma ·
2018: Ted-Jan Bloemen ·
2022: Nils van der Poel
Onofficiële Europese kampioenschappen

1891: Onbeslist ·
1892: Onbeslist · 
1946: Göthe Hedlund 

Officiële Europese kampioenschappen

1893: Rudolf Ericson · 
1894: Onbeslist ·
1895: Alfred Næss · 
1896: Julius Seyler · 
1897: Julius Seyler · 
1898: Gustaf Estlander · 
1899: Peder Østlund · 
1900: Peder Østlund · 
1901: Rudolf Gundersen · 
1902: Johan Schwartz · 
1903: Onbeslist ·
1904: Rudolf Gundersen · 
1905: Johan Vikander · 
1906: Rudolf Gundersen · 
1907: Moje Öholm · 
1908: Moje Öholm · 
1909: Oscar Mathisen · 
1910: Nikolaj Stroennikov · 
1911: Nikolaj Stroennikov · 
1912: Oscar Mathisen · 
1913: Vasilij Ippolitov · 
1914: Oscar Mathisen · 
1922: Clas Thunberg · 
1923: Harald Strøm · 
1924: Roald Larsen · 
1925: Otto Polacsek · 
1926: Julius Skutnabb · 
1927: Bernt Evensen · 
1928: Clas Thunberg · 
1929: Ivar Ballangrud · 
1930: Ivar Ballangrud · 
1931: Clas Thunberg · 
1932: Clas Thunberg · 
1933: Ivar Ballangrud · 
1934: Michael Staksrud · 
1935: Karl Wazulek · 
1936: Ivar Ballangrud · 
1937: Michael Staksrud · 
1938: Charles Mathiesen · 
1939: Alfons Bērziņš · 
1947: Åke Seyffarth · 
1948: Reidar Liaklev · 
1949: Sverre Farstad · 
1950: Hjalmar Andersen · 
1951: Hjalmar Andersen · 
1952: Hjalmar Andersen · 
1953: Kees Broekman · 
1954: Boris Sjilkov · 
1955: Sigge Ericsson · 
1956: Jevgeni Grisjin · 
1957: Oleg Gontsjarenko · 
1958: Oleg Gontsjarenko · 
1959: Knut Johannesen · 
1960: Knut Johannesen · 
1961: Viktor Kositsjkin · 
1962: Robert Merkoelov · 
1963: Nils Egil Aaness · 
1964: Ants Antson · 
1965: Eduard Matoesevitsj · 
1966: Ard Schenk · 
1967: Kees Verkerk · 
1968: Fred Anton Maier · 
1969: Dag Fornæss · 
1970: Ard Schenk · 
1971: Dag Fornæss · 
1972: Ard Schenk · 
1973: Göran Claeson · 
1974: Göran Claeson · 
1975: Sten Stensen · 
1976: Kay Arne Stenshjemmet · 
1977: Jan Egil Storholt · 
1978: Sergej Martsjoek · 
1979: Jan Egil Storholt · 
1980: Kay Arne Stenshjemmet · 
1981: Amund Sjøbrend · 
1982: Tomas Gustafson · 
1983: Hilbert van der Duim · 
1984: Hilbert van der Duim · 
1985: Hein Vergeer · 
1986: Hein Vergeer · 
1987: Nikolaj Goeljajev · 
1988: Tomas Gustafson · 
1989: Leo Visser · 
1990: Bart Veldkamp · 
1991: Johann Olav Koss · 
1992: Falko Zandstra · 
1993: Falko Zandstra · 
1994: Rintje Ritsma · 
1995: Rintje Ritsma · 
1996: Rintje Ritsma · 
1997: Ids Postma · 
1998: Rintje Ritsma · 
1999: Rintje Ritsma · 
2000: Rintje Ritsma · 
2001: Dmitri Sjepel · 
2002: Jochem Uytdehaage · 
2003: Gianni Romme · 
2004: Mark Tuitert · 
2005: Jochem Uytdehaage · 
2006: Enrico Fabris · 
2007: Sven Kramer · 
2008: Sven Kramer · 
2009: Sven Kramer · 
2010: Sven Kramer · 
2011: Ivan Skobrev · 
2012: Sven Kramer · 
2013: Sven Kramer · 
2014: Jan Blokhuijsen · 
2015: Sven Kramer · 
2016: Sven Kramer · 
2017: Sven Kramer · 
2019: Sven Kramer · 
2021: Patrick Roest · 
2023: Patrick Roest · 
2025: Sander Eitrem
- International Standard Name Identifier: 0000 0003 9434 9758
- Nederlandse Thesaurus van Auteursnamen: 091124263
- Virtual International Authority File: 288782297
- WorldCat: E39PBJvH8Pyj7yxBv6PC7DgVG3